# Počúvadlo
Počúvadlo este o comună slovacă, aflată în districtul Banská Štiavnica din regiunea Banská Bystrica. Localitatea se află la altitudinea de 540 m deasupra n.m., se întinde pe o suprafață de 15,51 km2 și în 2017 număra 95 de locuitori.

## Istoric
Localitatea Počúvadlo este atestată documentar din 1333.

## Demografie
| An:                | 1994 | 2004    | 2014    | 2024    |
| ------------------ | ---- | ------- | ------- | ------- |
| Număr de persoane: | 147  | 123     | 95      | 85      |
| Diferență:         |      | −16,32% | −22,76% | −10,52% |

| An:                | 2023 | 2024   |
| ------------------ | ---- | ------ |
| Număr de persoane: | 84   | 85     |
| Diferență:         |      | +1,19% |